# Kazumi Evans
Kazumi Evans (ur. 14 września 1989 w Vancouver) – japońsko-kanadyjska aktorka i piosenkarka. Stała się rozpoznawalna jako aktorka głosowa i dubbingowa, w tym jako Rarity i Księżniczka Luna (śpiew) w serialu My Little Pony: Przyjaźń to magia.

## Wybrana filmografia
- 2009: Brygada jako cheerleaderka
- 2010–2019: My Little Pony: Przyjaźń to magia jako Rarity (śpiew), Księżniczka Luna (śpiew), Rose, Moondancer, Octavia Melody, Wrangler, Chelsea Porcelain (głos)
- 2011: Barbie i Akademia Księżniczek jako Harmony (głos)
- 2013: Littlest Pet Shop jako główni wykonawcy (głos)
- 2014: My Little Pony: Equestria Girls: Rainbow Rocks jako Adagio Dazzle, Rarity (śpiew), Octavia Melody (głos)
- 2014–2015: Doktor Jaciejakiegacie jako Amanda Lipton (głos)
- 2014–2017: LoliRock jako Iris (głos)
- 2015: Pac-Man i upiorne przygody jako Elliptika „Elli” (głos)
- 2015: My Little Pony: Equestria Girls: Igrzyska Przyjaźni jako Rarity (śpiew)
- 2015–2017: Bob Budowniczy jako Saffi (głos)
- 2015–: Głębia jako Mad Madeline (głos)
- 2016: My Little Pony: Equestria Girls: Legenda Everfree jako Rarity (śpiew)
- 2016–2018: Mech-X4 jako Jessica
- 2017: My Little Pony: Film jako Rarity (śpiew)
- 2018–: Smoczy Książę jako Królowa Sarai, miejski lekarz (głos)